# Ferdows

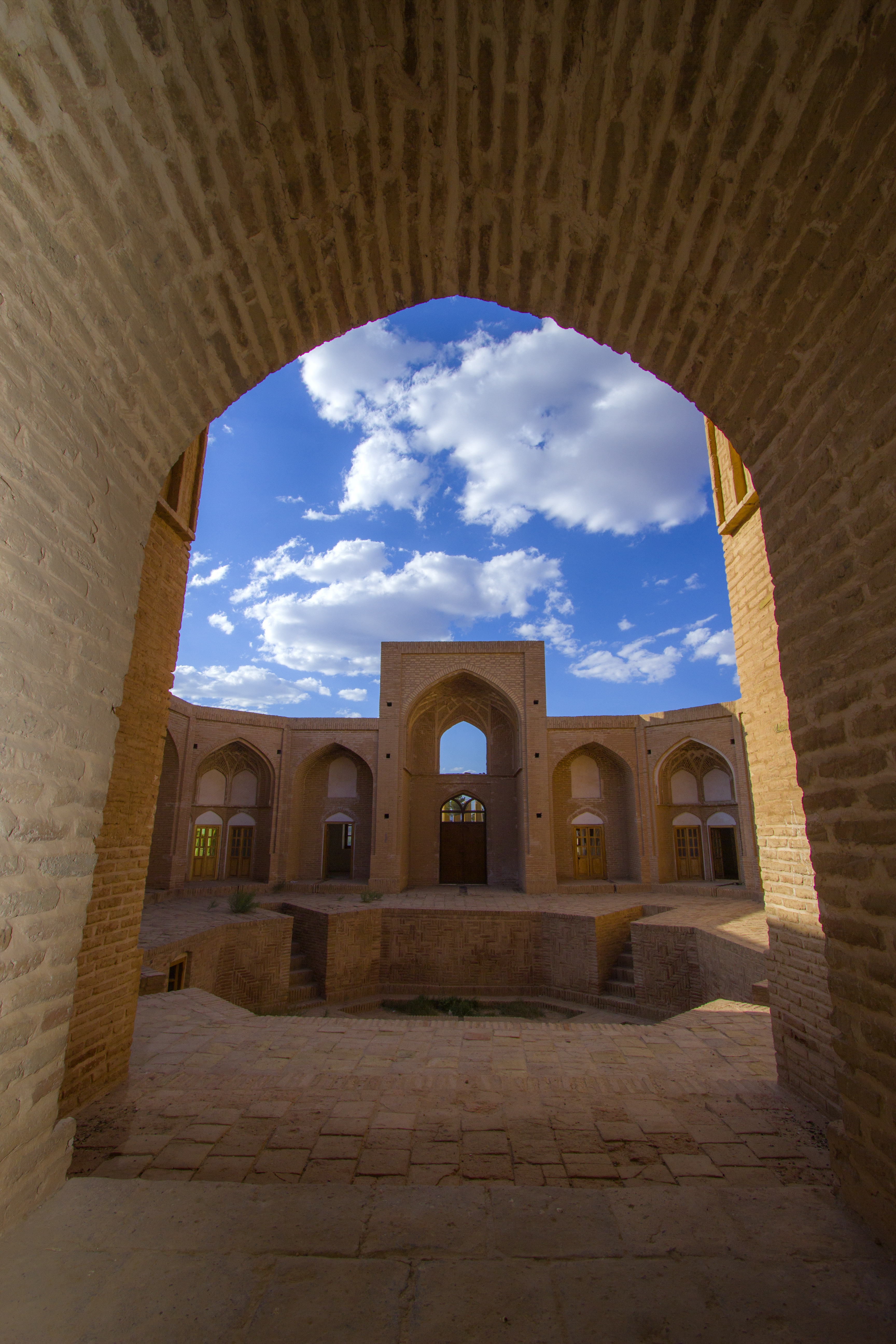

Ferdows ou Ferdos (en persan : فردوس) est une ville d'Iran située dans la province du Khorasan-e-jonubi. La ville a porté le nom de Tun jusque 1929. (en persan : تون). La madrassa des sciences Aliya se situe à Ferdows.

## Attractions
- source chaude de Ferdows